# São Francisco de Sales
São Francisco de Sales is een gemeente in de Braziliaanse deelstaat Minas Gerais. De gemeente telt 5.314 inwoners (schatting 2009).

## Aangrenzende gemeenten
De gemeente grenst aan Campina Verde, Itapagipe, Iturama, Cardoso (SP), Mira Estrela (SP) en Riolândia (SP).